# Операция «Чарли»
Операция «Чарли» (исп. Operación Charly) — кодовое название операции аргентинских спецслужб по борьбе с левыми движениями в странах Латинской Америки. Проводилась с 1977 по 1984 годы.

## История
Аргентинский режим Виделы критиковался президентом США Картером из-за репрессий, проводившихся в стране. При Картере политика США приобрела более сбалансированный характер, что вызывало критику со стороны аргентинской хунты. Она провозгласила себя «единственным борцом с коммунизмом» в Западном полушарии.
Секретная операция проводилась при поддержке ЦРУ, а с приходом к власти Рейгана Аргентина получила открытую поддержку.
В июле 1980 года спецслужбы Аргентины участвовали в организации Кокаинового путча в Боливии.
В 1981—1984 годах на военных базах Лепатерике в Гондурасе и Килали в Никарагуа, аргентинские военные советники из 601-го разведывательного батальона и СИДЕ обучали никарагуанских контрас «борьбе» с коммунизмом по «аргентинскому методу». К концу 1981 года количество аргентинских агентов только в Гондурасе составляло 150 человек. Оказывалась и финансовая поддержка «контрас».
Буэнос-Айресом и Вашингтоном планировались совместные военные операции под прикрытием Пакта Рио. Начало операции «Росарио» положило конец этим планам. Хунта Гальтьери предполагала, что США поддержит южноамериканцев на Фолклендах, однако это оказалось ошибкой. Во время Фолклендской войны, в Коста-Рике бывшим агентом аргентинских спецслужб, оперативником центра пыток и незаконного содержания «Кампито» Эстанислао Вальдесом (оперативный псевдоним «Эктор Франсес Гарсиа») было дано подробное интервью местному телеканалу об акциях аргентинцев и американцев. Интервью вызвало международный скандал.
После 74 дней боёв и поражения на Мальвинах Буэнос-Айрес сократил свои акции в Центральной Америке. Приход к власти Рауля Альфонсина положил конец аргентинским операциям, хотя ещё в 1984 некоторое количество агентов СИДЕ и 601-го батальона находилось в регионе, а некоторые до 1986, то есть, уже после «демократизации» страны.
Эстафету по борьбе с «левыми» у Аргентины приняло правительство США при Рейгане.